# Inspektorat Graniczny Straży Celnej „Grudziądz”

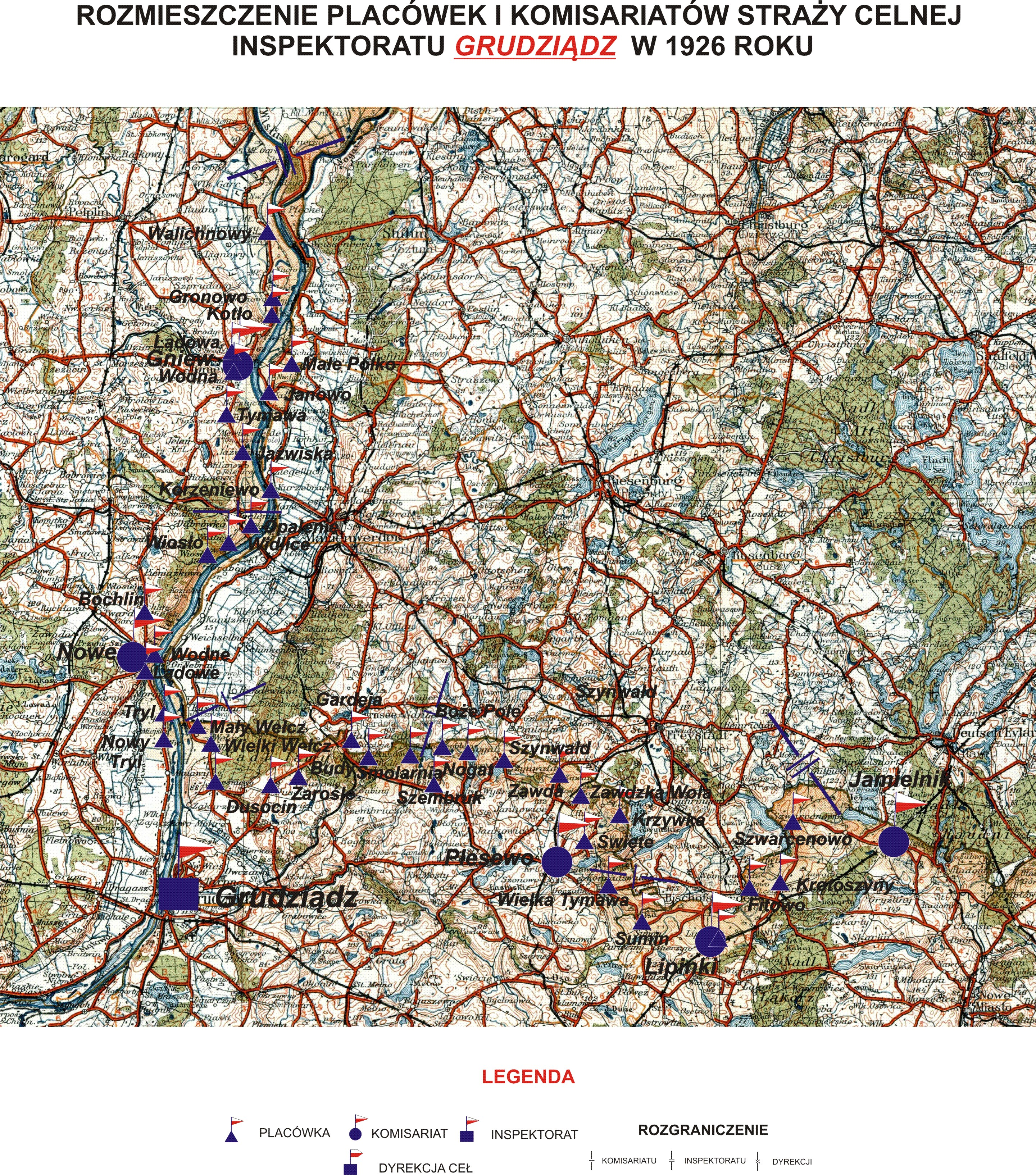
Rozmieszczenie placówek i komisariatów SC Inspektoratu „Grudziądz” w 1926 r.

Inspektorat Straży Celnej „Grudziądz” – jednostka organizacyjna Straży Celnej pełniąca służbę ochronną na granicy polsko-niemieckiej w latach 1921–1928.

## Formowanie i zmiany organizacyjne
Na wniosek Ministerstwa Skarbu, uchwałą z 10 marca 1920 roku, powołano do życia Straż Celną. Od połowy 1921 roku jednostki Straży Celnej rozpoczęły przejmowanie odcinków granicy od pododdziałów Batalionów Celnych. Proces tworzenia Straży Celnej trwał do końca 1922 roku. Inspektorat Straży Celnej „Grudziądz”, wraz ze swoimi komisariatami i placówkami granicznymi, znalazł się w podporządkowaniu Dyrekcji Ceł „Poznań”.  W 1926 roku w skład inspektoratu wchodziło 5 komisariatów i 38 placówek Straży Celnej.
Rozporządzeniem ministra skarbu z 30 czerwca 1927 roku rozpoczęto reorganizację Straży Celnej. Odtąd Naczelny Inspektorat Straży Celnej podlegał bezpośrednio ministrowi skarbu, a Naczelnemu Inspektoratowi podlegały inspektoraty okręgowe. Te ostatnie przejęły kompetencje dyrekcji ceł. Inspektorat Straży Celnej „Grudziądz” przemianowany został na Inspektorat Graniczny Straży Celnej „Grudziądz” i wszedł w podporządkowanie Mazowieckiego Inspektoratu Okręgowego Straży Celnej .

## Służba graniczna
Sąsiednie inspektoraty
- Inspektorat Straży Celnej „Działdowo” ⇔ Inspektorat Straży Celnej „Wejherowo”

## Funkcjonariusze inspektoratu
Obsada personalna w 1927:
- kierownik inspektoratu – starszy komisarz Stanisław Doliński (do V 1928[10])
- pomocnik kierownik inspektoratu – podkomisarz Bronisław Nowakowski
- funkcjonariusze młodsi:

starszy przodownik Paweł Wollschlager (1350)
przodownik Ignacy Kmieć (2409)
przodownik Leon Knapiński (2410)
starszy strażnik Roman Szmidt (2688)

## Struktura organizacyjna
Organizacja inspektoratu w 1926 roku:
- komenda – Grudziądz
- komisariat Straży Celnej „Gniew”
- komisariat Straży Celnej „Nowe”
- komisariat Straży Celnej „Dusocin”
- komisariat Straży Celnej „Plesewo”
- komisariat Straży Celnej „Lipinki”